# Bernard Edelman
Pour les articles homonymes, voir Edelman.
Bernard Edelman est un philosophe et juriste français né le 22 février 1938 à Paris et mort le 3 septembre 2020 à Paris.

## Biographie
Spécialiste des problèmes de propriété littéraire et artistique et de droit d'auteur, il est également avocat consultant et ancien maître de conférences à l'École normale supérieure, ainsi qu'à Polytechnique, l'EHESS - Ecole des Hautes Etudes de Sciences Sociales, et Sciences Po Paris.
Il publie un premier roman en 2017 : Vertécon.
Bernard Edelman meurt le 3 septembre 2020 à Paris. Il laisse inachevé l'essai sur lequel il travaillait durant la période de confinement, dont le thème porte sur « l'ennemi ».

## Œuvres
- Le droit saisi par la photographie, Éléments pour une théorie marxiste du droit, Éditions Maspero, « Théorie - Série Analyses », 1973. Réédition Christian Bourgois, 1980 ; 3e édition Flammarion, « Champs », 2001.
- Légalisation de la classe ouvrière, Christian Bourgois Éditeur, 1978.
- L'homme des foules, Payot, 1981 ; rééd. sous le titre À quoi obéir ?, 2004.
- La Cour européenne des droits de l'homme : une juridiction tyrannique ?, Recueil Dalloz 2008, pp. 1946-1953, 2008.
- La maison de Kant, Conte moral, Christian Bourgois, 1984.
- avec Marie-Angèle Hermitte,L'homme, la nature et le droit, Christian Bourgois Editeur, 1988.
- La propriété littéraire et artistique, PUF, coll. « Que sais-je ? », 1989.
- Droits d'auteur droits voisins, Dalloz - Sirey, 1993
- Nietzsche, un continent perdu, PUF, « Perspectives critiques », 1999.
- La Personne en danger, PUF, « Doctrine juridique », 1999.
- Le Sacre de l'auteur, Le Seuil, 2004.
- avec Nathalie Heinich, L'Art en conflits : l'œuvre de l'esprit entre droit et sociologie, Éditions L'Harmattan, 2004.
- Quand les juristes inventent le réel : la fabulation juridique, collection « Le Bel Aujourd'hui », Éditions Hermann, 2007.
- Bernard Edelman, Ni chose ni personne : le corps humain en question, Paris, Hermann, 2009, 143 p. (ISBN 978-2-7056-6875-4)
- L'Adieu aux arts. Rapport sur l'affaire Brancusi, Éditions de L'Herne, 2011.
- Essai sur la vie assassinée, Editions Hermann, 2016.
- Vertécon, Vitré, Éditions Lunatique, 2017, 175 p. (ISBN 979-10-90424-66-1)